# Rima Archytas
Rima Archytas és una estructura geològica del tipus rima a la superfície de la Lluna, situada amb el sistema de coordenades planetocèntriques a 54.54 ° de latitud N i 4.42 ° de longitud E. Fa un diàmetre de 90.18 km. El nom va ser fet oficial per la UAI el 1964 i fa referència al proper cràter Archytas.